# Nová Ves v Horách
Nová Ves v Horách là một làng thuộc huyện Most, vùng Ústecký, Cộng hòa Séc.